# Punta de Rieles (Montevideo)
Punta de Rieles es un barrio histórico, industrial y rural de la ciudad de Montevideo, rodeado de fábricas, chacras y viñedos se extiende sobre Camino Maldonado y da comienzo a la Ruta Nacional N.º 8 Brigadier General Juan Antonio Lavalleja.

## Geografía
Este barrio se ubica en el noreste de Montevideo, está definido por los siguientes límites: Camino Maldonado, Siberia, Pasaje B, Camino Delfín, Camino Pandorieles, Géminis, Cañada, Carlomagno y Severino Pose. Pertenece al Municipio F de Montevideo junto con los barrios Curva de Maroñas, Flor de Maroñas, Jardines del Hipódromo, Ideal, Bella Italia, Villa Don Bosco y Villa García.

## Historia
La historia de dicho barrio, data del Montevideo colonial, cuando se otorgan las primeras tierras en las afuera de la ciudad fortificada. En 1767 el entonces gobernador de Montevideo Agustín de la Rosa le hace entrega a Luís José Ximénez una amplia extensión de tierra entre el hoy bañado de Carrasco y la estancia de los religiosos de San Francisco, en la zona del hoy barrio Chacarita de los Padres. El 23 de diciembre de 1772, Luís José Xíménez donaría las tierras de su chacra al Convento de San Francisco, existente todavía en las inmediaciones de la Avenida Punta de Rieles y Géminis. Posteriormente se instalarían las primeras quintas y residencias en la zona, entre ellas la quinta de descanso del presidente Claudio Williman, y en 1888 se instalaría la bodega de Cayetano Bruzzone.
El 16 de noviembre de 1906, la Sociedad Comercial de Montevideo inaugura la línea N.º 54 entre la Aduana y Punta de Rieles, este recorrido le otorgaría su denominación actual, dado al fin del trazado de las vías. La estación de tranvía contaba con un extenso parque, el cual en los años cuarenta fue denominado Parque Tomás Berreta. En los años cuarenta, con la municipalización de los tranvías por parte de la Administración Municipal de Transporte (AMDET)  la misma se convirtió en la operadora y propietaria de la estación. En los años cincuenta circularía por última vez el tranvía 54 y la estación pasaría a ser destino primeramente de la línea 75 y desde 1956 de la línea 4 de trolebuses. La estación de trolebuses contaba con la instalación de un pequeño mercado de subsistencias. En los años noventa se produciría una historia similar a la de los años cincuenta, ya que dejarían de circular los trolebuses. La línea 4 dejó de operar por unos días, hasta que fue otorgada a una nueva empresa, quien comenzó a prestar sus servicios por ómnibus. Si bien la terminal continuó funcionando para las líneas 103, 155 y 316 con los años perdió utilidad y al igual que se retiraron todas las redes aéreas, la terminal fue demolida.     
Cabe destacar que tanto las vías de tranvías como las redes áreas de los dos sistemas de transporte disueltos llegaron únicamente a Punta de Rieles, y bien hubo diversos proyectos para su extensión, nunca se concretaron, por lo cual, reafirman la nomenclatura de dicha zona.  
El 27 de diciembre de 2011 en el predio que ocupó la histórica estación se construyó una plaza pública, denominada “Plaza museo y memoria de Punta de Rieles” con el fin de homenajear a las presas políticas recluidas en el penal de Punta de Rieles.El lugar se eligió, ya que la estación era el lugar hacia donde llegaban las familias e hijos de las mismas durante los días de visita.

## Infraestructuras
En la zona se ubican distintas instituciones educativas públicas y privadas, se encuentran además dos historias instituciones culturales, como la biblioteca Francisco Espínola y el teatro de barrio. En sus alrededores se ubica el Cuartel Las Piedras, sede del Batallón Florida, custodia protocolar de la Asamblea General, las escuelas de equitación, especialidades y música del ejército. Así como también el histórico viñedo de Bruzzone Scuitto . En el año 2019 se produjo la apertura del Penal de Punta de Rieles, el cual cuenta con placas recordatorias sobre la última dictadura, en 2019 se construyó una nueva unidad penitenciaria, la cual se caracterizó por ser la primera de gestión pública y privada.

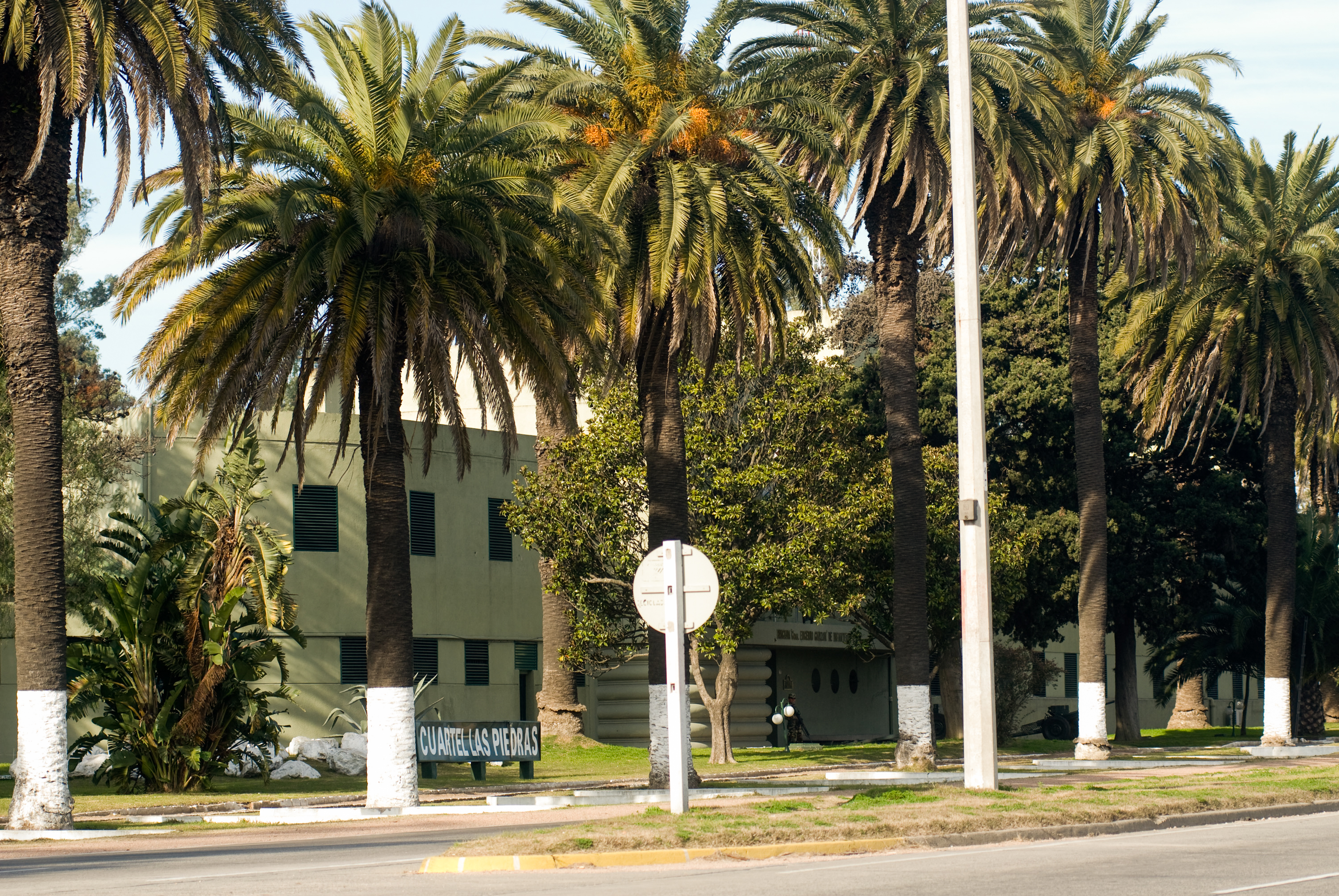
Cuartel Las Piedras sobre la Ruta 8